# Partido Liberal (Japón, 1903)
El Partido Liberal (japonés: 自由党, Jiyūtō) fue un partido político en Japón.

## Historia
El Partido Liberal se estableció a mediados de 1903 como una separación del Rikken Seiyūkai por un grupo de alrededor de 20 miembros de la Dieta Nacional que se oponían a la cooperación con el Primer Ministro Katsura Tarō. Intentó recuperar los ideales del Partido Liberal original, pero sufrió la sospecha generalizada de que era una herramienta de Katsura.
En diciembre de 1905 se fusionó con el Club Kōshin y el Teikokutō para formar el Club Daidō (1905–10).